# Курціо Малапарте
Ку́рціо Малапа́рте (італ. Curzio Malaparte, справжнє ім'я Курт Еріх Зукерт (Kurt Erich Suckert); 9 червня 1898, Прато — 19 липня 1957, Рим) — італійський кінорежисер, сценарист, журналіст, дипломат, письменник, військовий кореспондент, романіст, есеїст, драматург. Один із найвпливовіших, найблискучіших й найконтроверсійніших італійських письменників фашистського та повоєнного часу.
Малапарте був добровольцем у Першій світовій війні, а потім став активним журналістом. У 1924 році він заснував римське періодичне видання La Conquista dello stato, а в 1926  приєднався до поета, романіста і критика Массімо Бонтемпеллі у заснуванні впливового, космополітичного літературного щоквартальника «900» ("Дев'ятисоті роки"), в якому зокрема друкувалися Джеймс Джойс та Ілля Еренбург; пізніше він став співредактором Fiera Letteraria, потім редактором La Stampa в Турині.
Наполовину німець, після Першої світової війни, де німецький отруйний газ ледь не розї"в йому легені, він остаточно вибирає для себе свою італійську батьківщину і міняє імя на Курціо Малапарте. З італійської «Malaparte» буквально означає «погана доля», а «Bonaparte» відповідно «хороша». Малапарте казав, що на відміну від Наполеона Бонапарта, на нього чекає щасливий кінець. 
Рано навернений у фашизм, він став поряд з Габріеле Д'Аннунціо найвпливовішим письменником, пов'язаним з Національною фашистською партією. Його політичні погляди  озвучено у його власному літературному журналі Prospettive (1937) та у багатьох статтях, написаних для фашистської періодики. Він також написав особливо суперечливий та впливовий антитоталітарний памфлет про насильство та засоби революції, опублікований французькою мовою Technique du coup d'état (1931, Техніка державного перевороту; італ. переклад, Tecnica del colpo di stato). Його рання художня література - "Avventure di un capitano di Sventura" (1927), Sodoma e Gomorra (1931) і Sangue (1937) також продемонстрували фашистський ухил.
У 1940-х  Малапарте відкинув фашизм і виключений з партії. Під час Другої світової війни він був пов'язаний з арміями союзників як кореспондент, а згодом як офіцер зв'язку під час окупації Неаполя союзниками. Його репортажі з російського фронту публікувалися під назвою Il Volga nasce in Europa (1943; Волга народжується в Європі). У 1943-1946 перебував при вищому командуванні армії США в Італії. Його тогочасні статті постійно публікувалися у періодиці союзних країн.
Потім він набув міжнародної репутації завдяки двом пристрасно написаним, блискуче реалістичним військовим романам: «Капут» (1944) і "Шкура" (1949), де сюрреалістично представлений ряд епізодів, що показують страждання та деградацію, які війна принесла жителям Неаполя.
У романі «Капут» чимало сторінок присвячено трагічним епізодам війни в Україні - на Одещині, Полтавщині тощо. Український переклад роману видано на 18 років раніше, ніж російський.
Після війни Малапарте вступає до Італійської комуністичної партії. У 1947 році оселився в Парижі. Продовжуючи писати статті та художню літературу, Малапарте створив три реалістичні драми (перші дві франкомовні), засновані на житті Марселя Пруста (Du côté de chez Prust, поставлено 1948 р.) та Карла Маркса (Das Kapital, поставлено 1949 р.) та про життя у Відні під час радянської окупації (Anche le donne hanno perso la guerra, постановка 1954 року «Жінки теж програли війну»). 
Малапарте цікавився  Китаєм під владою Мао, здійснив поїздку туди, але незабаром захворів і був змушений раніше повернутися (щоденник поїздки «Я в Росії і в Китаї» посмертно опублікований в 1958).
Він також написав сценарій до фільму Il Cristo proibito (1951) і, крім інших робіт, опублікував том під назвою Racconti italiani (1957, «Італійські казки»). 
Його повне зібрання творів видано в Італії у 1957–71.

## Твори

### Статті, есе
- Viva Caporetto! (1921, під іменем Курціо Еріх Зукерт)
- Le nozze degli eununchi (1922)
- L’Europa vivente (1923)
- Italia barbara (1925)
- Intelligenza di Lenin (1930)
- Technique du coup d'état (1931, опубл. у Парижі франц. мовою)
- I custodi del disordine (1931)
- Le bonhomme Lénine (1932, опубл. у Парижі франц. мовою)
- Deux chapeaux de paille d’Italie (1948, опубл. у Парижі франц. мовою)
- Due anni di battibecco', 1955
- Maledetti toscani (1956)
- Io, in Russia e in Cina (1958)
- Mamma marcia (1959)
- L’inglese in paradiso (1960)
- Benedetti italiani (1961)
- Viaggi fra i terremoti (1963)
- Journal d’un étranger à Paris (1966, опубл. у Парижі франц. мовою)

### Романи, повісті, оповідання
- Avventure di un capitano di sventura (1927)
- Don Camaleo (1928)
- Sodoma e Gomorra (1931)
- Fughe in prigione (1936)
- Sangue (1937)
- Donna come me (1940)
- Il sole è cieco (1941)
- Il Volga nasce in Europa (1943)
- «Капут» (Kaputt) (1944)
- «Шкура» (La pelle) (1949)
- Storia di domani (1949)
- Racconti italiani (1957)

### П'єси
- Du côté de chez Proust. Impromptu en un acte (1948, опубл. у Парижі франц. мовою)
- Das Kapital. Pièce en trois actes (1949, опубл. у Парижі франц. мовою)
- Anche le donne hanno perso la guerra (1954)

### Вірші
- L’Arcitaliano (1928)
- Il battibecco (1949)

## Твори українською
- Капут.  З італійської переклав Петро Соколовський. «Всесвіт» №1, 1972. [Архівовано 7 червня 2020 у Wayback Machine.]

Примітки
1. 1 2 3 4 5  Frattarolo R. Dizionario degli scrittori italiani contemporanei pseudonimi: 1900-1975: con un repertorio delle bibliografie nazionali di opere anonime e pseudonime — Ravenna: Angelo Longo Editore, 1975. — P. 173.
2. 1 2 3  Bibliothèque nationale de France BNF: платформа відкритих даних — 2011.
3. ↑  Encyclopædia Britannica
4. 1 2 3  Малапарте Курцио / под ред. А. М. Прохорова — 3-е изд. — Москва: Советская энциклопедия, 1969.
5. ↑  LIBRIS — Королівська бібліотека Швеції, 2018.
6. ↑  CONOR.Sl